# Нефтебазинское (сельское поселение)
Нефтебазинское — упразднённое муниципальное образование со статусом сельского поселения в составе Камбарского района Удмуртии.
Административный центр и единственный населённый пункт — село Камское.
Законом Удмуртской Республики от 30.04.2021 № 41-РЗ упразднено в связи с преобразованием муниципального района муниципальный округ.

## Население
| 2010 | 2012 | 2013 | 2014 | 2015 | 2016 | 2017 |
| ---- | ---- | ---- | ---- | ---- | ---- | ---- |
| 834  | ↘810 | ↘798 | ↘778 | ↗781 | ↘767 | ↘756 |
| 2018 | 2019 | 2020 |      |      |      |      |
| ↗765 | ↗770 | ↘760 |      |      |      |      |